# Демьяново (Плюсский район)
Демьяново — деревня в Плюсском районе Псковской области. Входит в сельское поселение Плюсская волость.

## География
Деревня расположена на границе с Ленинградской областью, в 16 км к северо-востоку от районного центра — посёлка Плюсса. В 2 км к северо-западу от деревни находится остановочный пункт 167 км железной дороги Псков — Плюсса — Луга и деревня Волосово.

## Население
Численность населения деревни по оценке на конец 2000 года составляла 6 человек, по переписи 2002 года — 4 человека.